# Yorkshire del Norte (distrito)

Límites de los siete distritos desaparecidos dentro del distrito de Yorkishire del Norte

Yorkshire del Norte es la autoridad unitaria en el condado ceremonial de Yorkshire del Norte. Abarca siete antiguos distritos: Craven, Hambleton, Harrogate, Scarborough, Richmondshire, Ryedale y Selby . 
El distrito tiene una superficie de 2483 millas cuadradas (6431,0 km²)   y, con York y las ciudades de Middlesbrough, Redcar y Cleveland y Stockton-on-Tees (al sur del río Tees ), forma el condado ceremonial de Yorkshire del Norte .  Está gobernado por el  Consejo de Yorkshire del Norte .

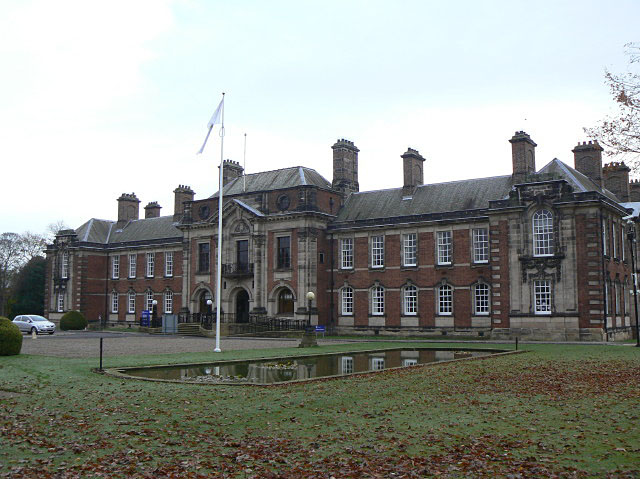
County Hall, el centro administrativo del distrito en Northallerton

## Historia
| # | Autoridad local | Censo de 2011 |
| - | --------------- | ------------- |
| 1 | Harrogate       | 157.869       |
| 2 | Scarborough     | 108.793       |
| 3 | Hambleton       | 89.140        |
| 4 | Selby           | 83.449        |
| 5 | Craven          | 55.409        |
| 6 | Richmondshire   | 51.965        |
| 7 | Ryedale         | 51.751        |

El distrito se creó el 1 de abril de 2023, tras la fusión de los ciudades y distritos como parte de los cambios estructurales de 2019-2023 en el gobierno local de Inglaterra .

## Geografía
El distrito tiene varias aldeas y pueblos. Las ciudades y asentamientos más grandes incluyen Harrogate, Scarborough, Northallerton, Selby, Skipton, Richmond, Malton, Thirsk, Stokesley, Great Ayton, Norton-on-Derwent, Catterick Garrison, Pickering, Helmsley y Knaresborough, mientras que Ripon es la única ciudad del distrito.

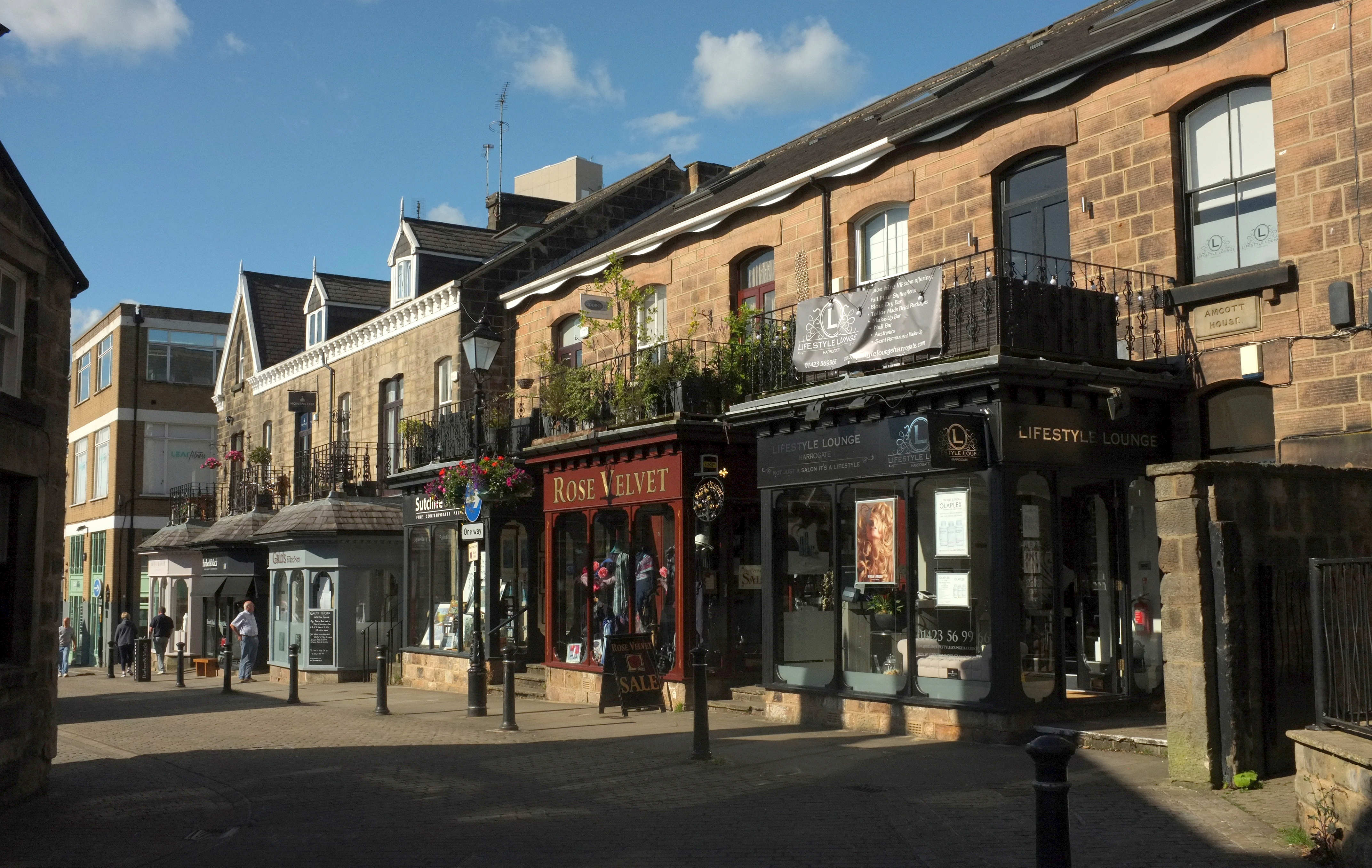
Harrogate
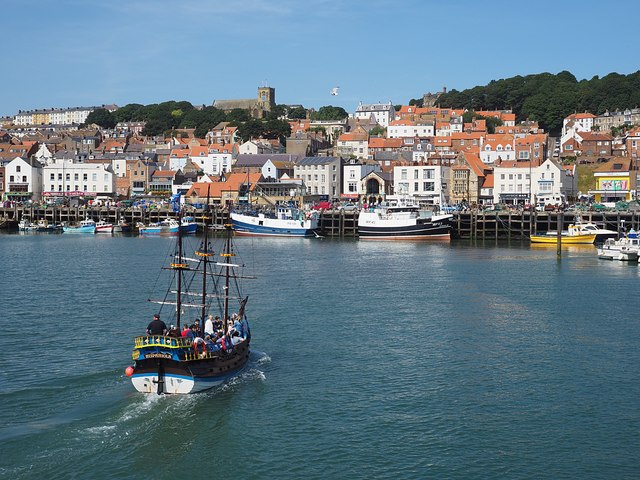
Scarborough
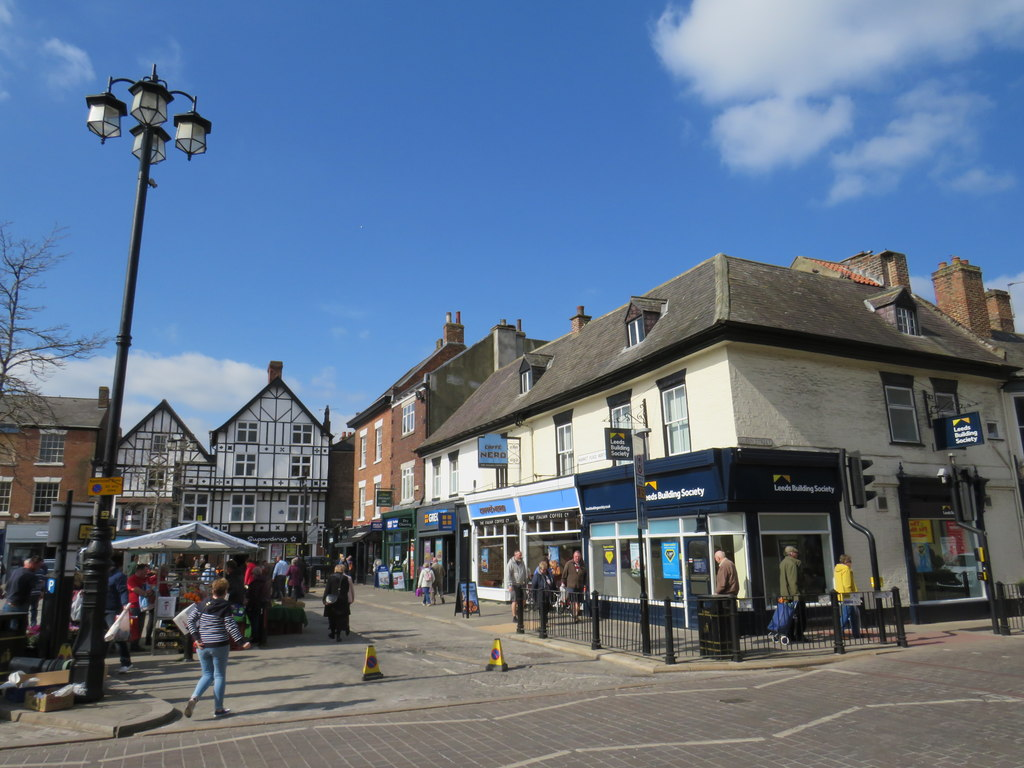
Ripón
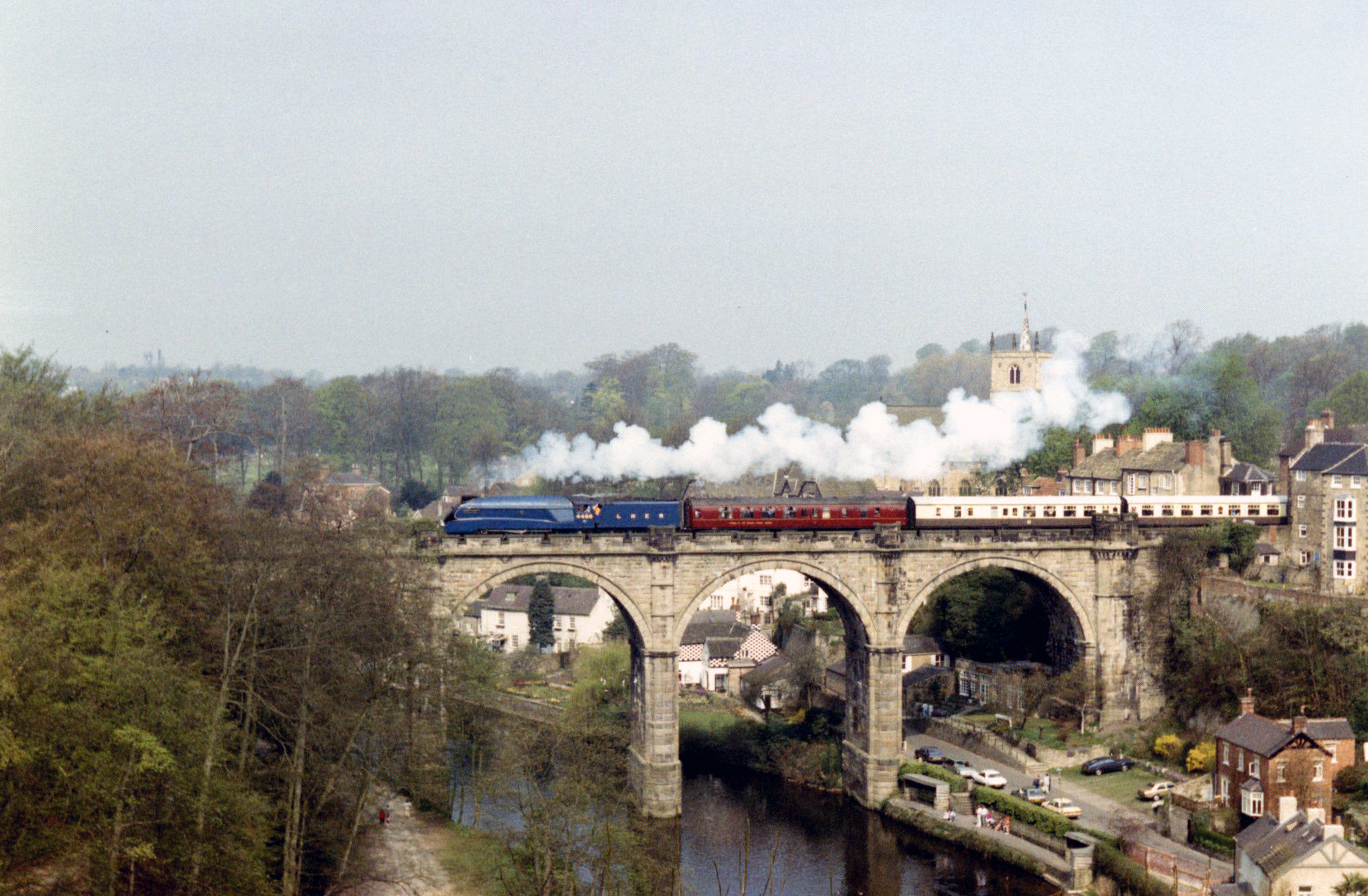
Knaresborough
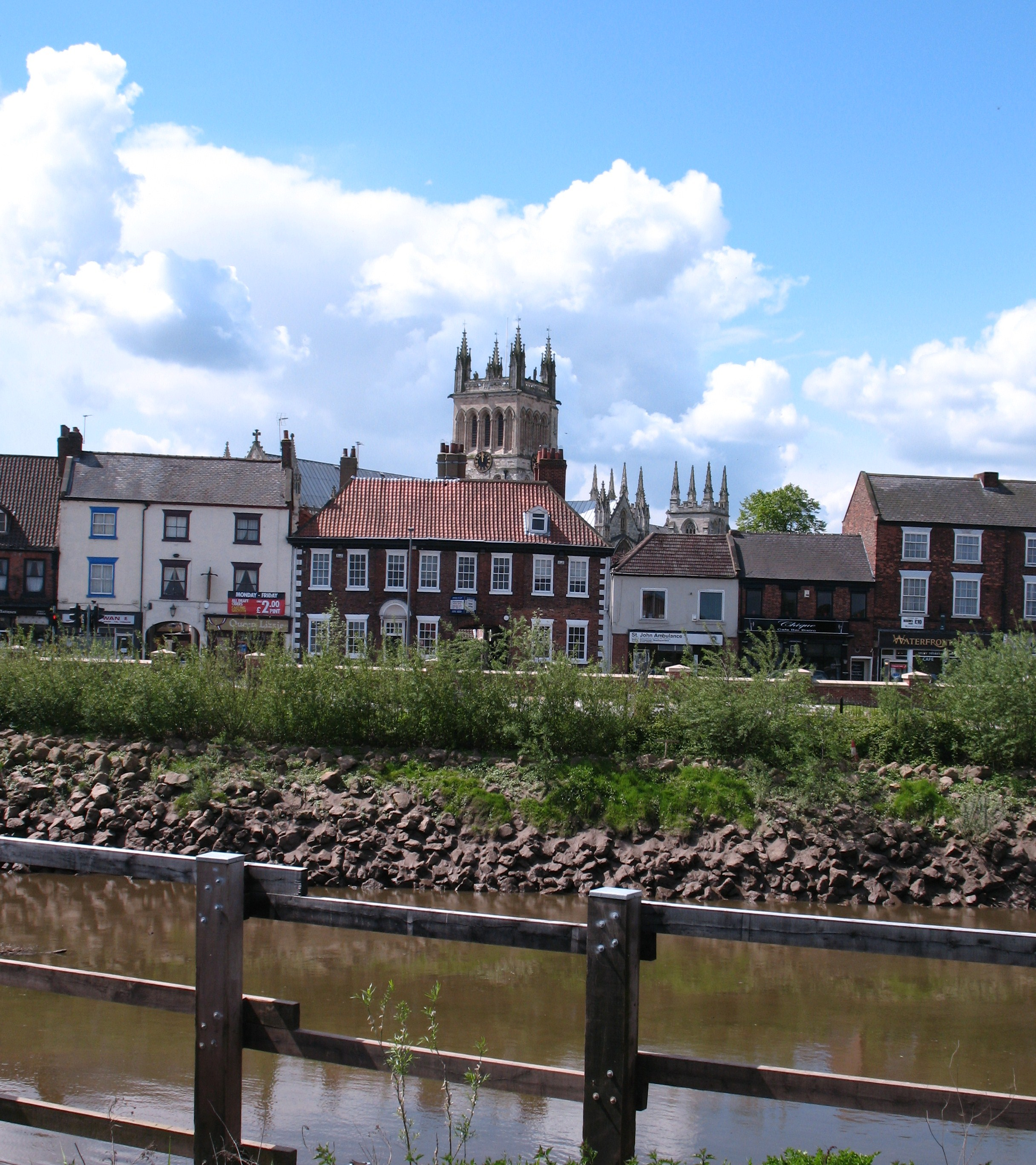
Selby
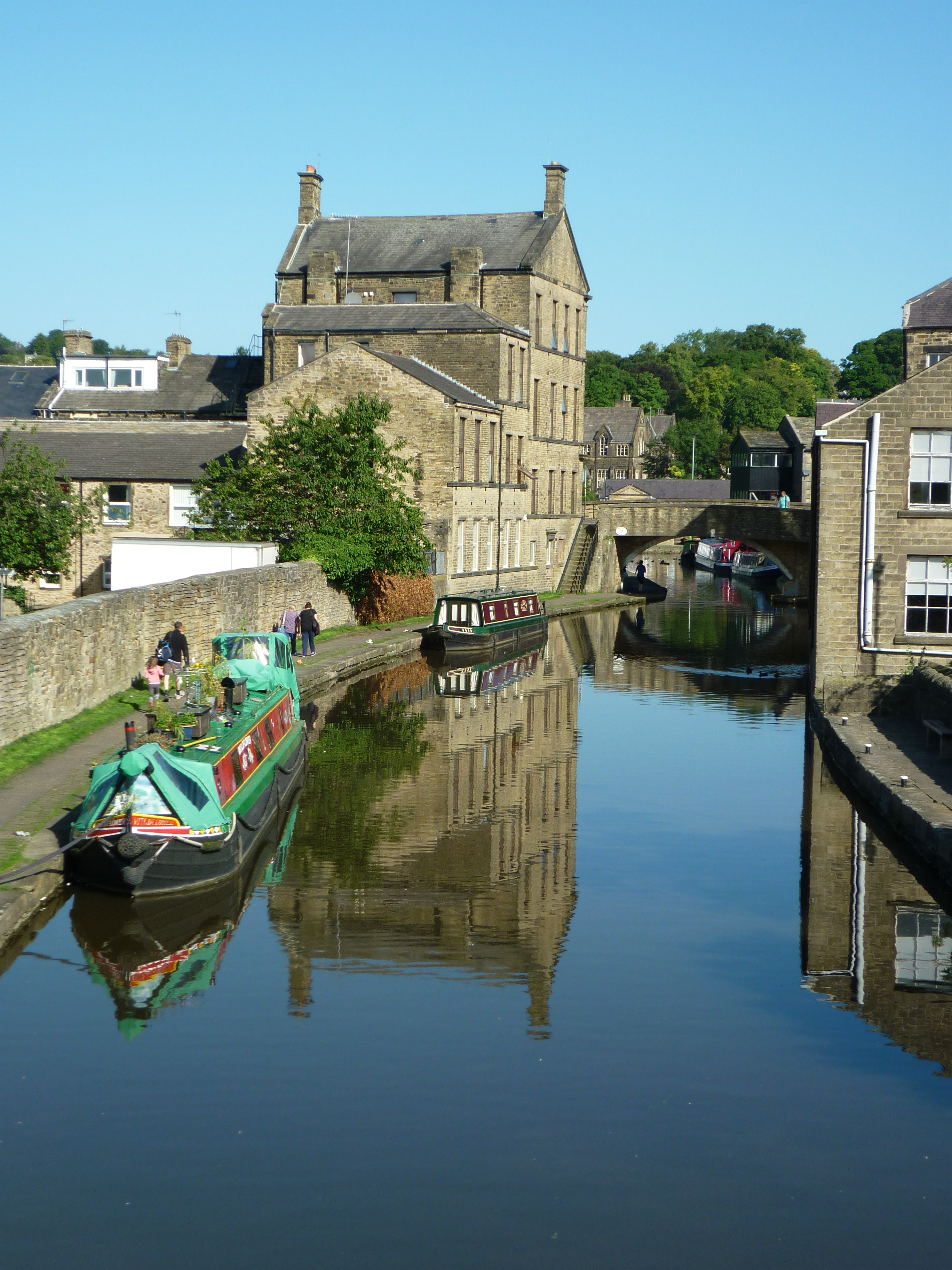
Skipton
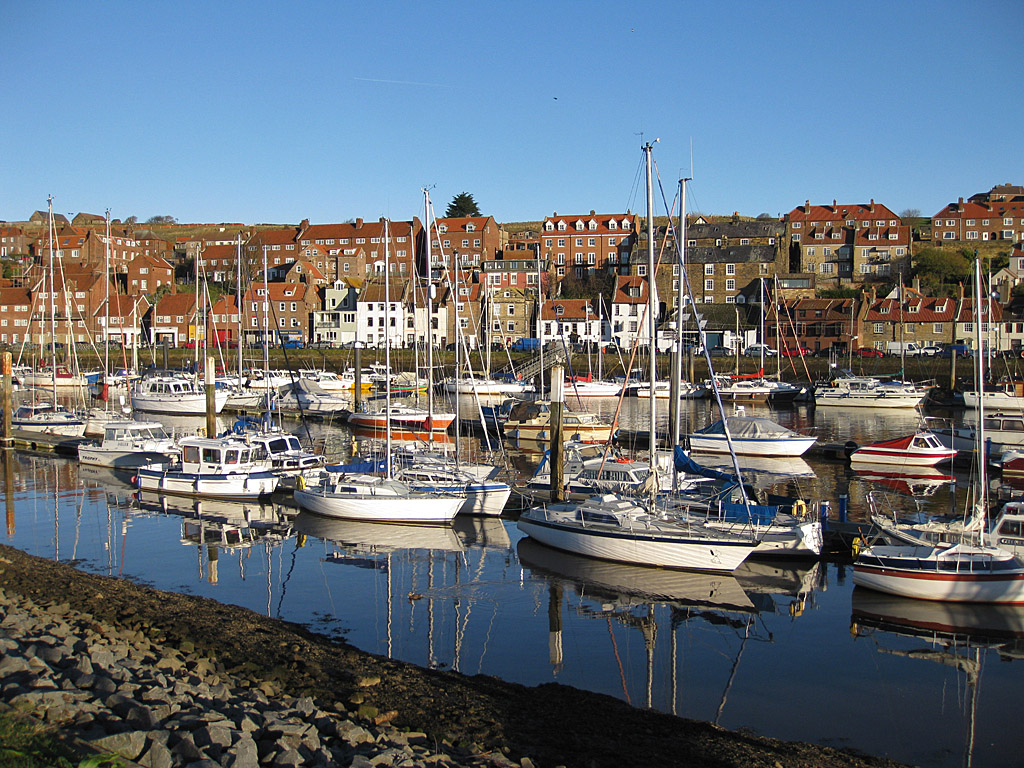
Whitby